# Pentatonix
Pentatonix é um grupo americano a cappella originalmente composto por cinco vocalistas: Scott Hoying, Kirstin "Kirstie" Maldonado, Mitchell "Mitch" Grassi, Matt Sallee (vocalista baixo) e Kevin "KO" Olusola, formado na cidade de Arlington, Texas. O grupo venceu a terceira temporada do programa The Sing-Off, da rede de televisão norte-americana NBC em 2011, cantando um arranjo a cappella da canção "Eye of the Tiger", originalmente gravada pela banda de rock Survivor como sua canção da vitória. O grupo ganhou US$ 200.000 e um contrato de gravação com a Sony. Seu EP de estréia saiu em 2012, PTX Vol. 1, alcançou o 14º lugar na Billboard 200, e sua versão de 2013, PTX Vol. 2, estreou em 10º lugar na Billboard 200. Eles já venderam mais de 500.000 cópias. Seu álbum que estreou em 2015 'Pentatonix' chegou a alcançar o 1º lugar na Billboard 200. Seu álbum mais recente 'A Pentatonix Christmas' lançado em 21 de Outubro de 2016, estreou em 3º lugar na Billboard 200.
Em 2016 o grupo fez o tour mundial "Pentatonix World Tour", juntamente com grupo 'Us The Duo' eum especial de natal "A Pentatonix Christmas Special" que foi ao ar dia 14 de Dezembro de 2016, transmitido pela rede americana NBC. No dia 12 de maio de 2017, Avi Kaplan anunciou sua saída do grupo.

## História

### Nome e criação

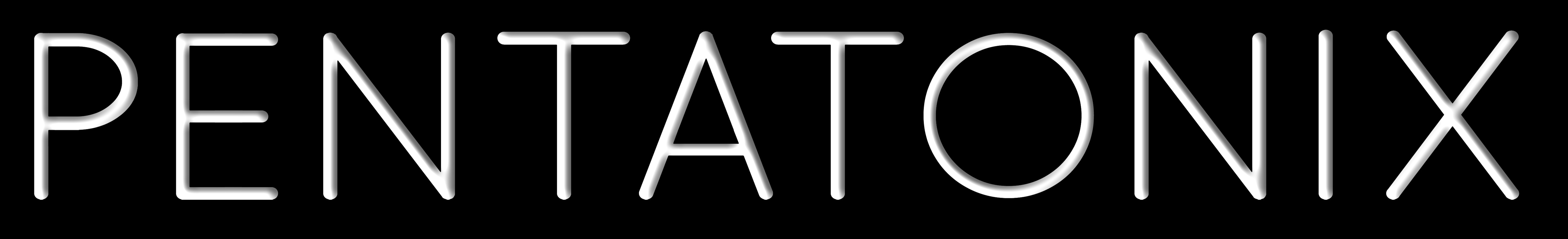
Logotipo do grupo

Pentatonix começou com três amigos que cresceram e estudaram juntos: Kirstin Maldonado (Kirstie), Mitchell Grassi (Mitch), e Scott Hoying na Martin High School em Arlington, Texas. Em uma audição de um programa de uma rádio local que estava realizando uma competição para que quem ganhasse pudesse conhecer o elenco do seriado Glee, Scott, Kirstie e Mitch fizeram uma versão em trio de "Telephone" e a enviaram. Embora eles não tenham ganhado a competição, eles despertaram a atenção em torno de sua escola, onde o grupo começou a se apresentar. Depois de sua versão de "Telephone" ter ganhado atenção no YouTube, eles continuaram a fazer performances.
Scott Hoying e Kirstie Maldonado se formaram na Martin High School em 2010. Scott foi para a Universidade do Sul da  Califórnia (USC) para conseguir um bacharelado em Música Popular, enquanto Kirstie seguiu um mestrado em Teatro Musical na Universidade de Oklahoma. Mitch, o membro mais jovem do trio, ainda estava em seu último ano do ensino médio. Enquanto na USC, Scott Hoying se juntou a um grupo a cappella chamado SoCal VoCals. Ele descobriu sobre o The Sing-Off a partir de outro membro do grupo, Ben Bram (também seu arranjador, produtor e engenheiro de som) e foi incentivado a fazer a audição para o show. Ele convenceu Kirstie Maldonado e Mitch Grassi a acompanhá-lo, mas para o show era necessário pelo menos cinco membros. Scott conheceu Avriel "Avi" Kaplan através de um amigo em comum, um baixo-vocal altamente reconhecido na comunidade a cappella e o trio encontrou Kevin Olusola no YouTube, com um de seus vídeos em que ele estava fazendo beatbox e tocando seu violoncelo, ao mesmo tempo em que se tornou viral (chamado "celloboxing"). Kevin se formou em Yale, e também fala fluentemente mandarim, depois de passar um ano estudando na China.
O grupo efetivamente se conheceu um dia antes das audições para a terceira temporada de "The Sing-Off" terem começado. Mitch Grassi deixou de ir a sua cerimônia de formatura do ensino médio, a fim de chegar a tempo para as audições. Eles fizeram o teste com sucesso para o show e, finalmente, passaram até ganhar o título de 2011 (3ª temporada).
Pentatonix, como sugerido por Scott Hoying, que - em termos de música - é uma referência a escala pentatônica (denominação dada ao conjunto de todas as escalas formadas por cinco notas ou tons.) O grupo acreditava que as cinco notas da escala combinavam com eles por eles serem um quinteto. Eles substituíram a última letra por um x para tornar o nome mais atraente. O quinteto deriva suas influências em música pop, dubstep, electro, country, reggae e hip-hop .

### The Sing-Off(2011)
O Pentatonix apresentou as seguintes músicas no The Sing Off:
| Episódio   | Tema                       | Música Escolhida                                                       | Artista Original                           |
| ---------- | -------------------------- | ---------------------------------------------------------------------- | ------------------------------------------ |
| 2          | Músicas de Assinatura      | "E.T"                                                                  | Katy Perry                                 |
| 4          | Sucessos Atuais            | "Your Love Is My Drug"                                                 | Ke$ha                                      |
| 4          | Favoritos dos Anos 60      | "Piece of My Heart"                                                    | Erma Franklin (creditada por Janis Joplin) |
| 5          | Prazer de Culpa            | "Video Killed the Radio Star"                                          | The Buggles                                |
| 6          | Hip-Hop                    | "Love Lockdown"                                                        | Kanye West                                 |
| 7          | Misturas de Super Estrelas | Mistura de "Oops!... I Did It Again", "Toxic" and "Hold It Against Me" | Britney Spears                             |
| 8          | Clássicos do Rock          | "Born to Be Wild"                                                      | Steppenwolf                                |
| 8          | Sucessos Country           | "Stuck Like Glue"                                                      | Sugarland                                  |
| 9          | R&B                        | "OMG"                                                                  | Usher (featuring will.i.am)                |
| 9          | R&B                        | "Let's Get It On"                                                      | Marvin Gaye                                |
| 10         | Misturas Megamixadas       | "Forget You" / "Since U Been Gone"                                     | Cee Lo Green / Kelly Clarkson              |
| 10         | Escolha dos Jurados        | "Dog Days Are Over"                                                    | Florence and the Machine                   |
| 11 (Final) | Primeira Performance       | "Without You"                                                          | David Guetta (feat. Usher)                 |
| 11 (Final) | Segunda Performance        | "Give Me Just One Night (Una Noche)"                                   | 98 Degrees (com Nick Lachey)               |
| 11 (Final) | Música da Vitória          | "Eye of the Tiger"                                                     | Survivor                                   |

### EPs e Tour (2012–presente)

#### PTX Vol. 1
Scott Hoying e Kirstie Maldonado abandonaram a escola na esperança de ganhar o The Sing-Off. Depois que ganharam, todos os membros se mudaram para Los Angeles a fim de seguir uma carreira como artistas de gravação. O principal objetivo do grupo é tornar-se o primeiro grupo a cappella dominante nos últimos tempos.
Em janeiro de 2012, eles começaram a trabalhar em seu primeiro álbum, PTX Vol. 1, com o produtor Ben Bram. Durante esse período de escolher capas originais e escrever em seis meses, o Pentatonix lançou vídeos de covers de canções populares e clássicos no YouTube. Em entrevistas, os membros mencionam que foi uma maneira de permanecer relevante para o seu público-alvo depois do "The Sing-Off", além de ganhar novos fãs. Quase todos os seus covers, incluindo "Somebody That I Used to Know" de Gotye, "Gangnam Style" do coreano Psy , e "We Are Young" da banda Fun, se tornaram virais no YouTube.
O seu muito aguardado EP, PTX Vol. 1, foi lançado em 26 de junho de 2012, chegando ao 14º Lugar na tabela da EUA Billboard 200 e 5º na tabela digital. Eles venderam 20.000 cópias em sua primeira semana de lançamento. Eles promoveram o seu álbum através de aparições na TV em atrações como o "Access Hollywood", "VH1", "The Buzz" , "Marie", e programas de televisão locais. O Pentatonix também foi destaque na versão chinesa do The Sing-Off como convidados onde Kevin exibiu sua fluência em mandarim. O grupo também embarcou em sua primeira turnê nacional como atração principal no outono de 2012. A turnê teve todos os ingressos esgotados e contou com shows em 30 cidades. As aberturas dos shows foram no Alexander Cardinale e SJ Music Acustic.
O grupo lançou o seu EP de Natal, PTXmas, em 13 de novembro de 2012. Eles lançaram um vídeo de um arranjo original de "Carol of the Bells" no dia seguinte. Eles foram artistas participantes no "Coca-Cola Red Carpet LIVE! @ The 2012 American Music Awards" pré-show em 18 de novembro, realizado no Desfile de Natal de Hollywood, e foram a principal banda de abertura para o "94,7 THE WAVE O Concerto de Natal Estrelado por Dave Koz e Kenny Loggins " em 16 de dezembro. Eles também foram convidados destaque em Katie Couric (ABC), "Home and Family" (Hallmark), "The Tonight Show com Jay Leno" , e Big D NYE. O site de Ryan Seacrest nomeou o Pentatonix em 2012 como "Artista Destaque do Ano" pelo seu crescimento expansivo online em apenas um ano.
A banda tem colaborado com outros artistas. Em março de 2013, o Pentatonix postou uma cover com a violinista e dançarina Lindsey Stirling da canção "Radioactive" da banda de indie rock Imagine Dragons, que estreou como número um na tabela da Billboard na categoria músicas clássicas digitais. O vídeo dessa cover atualmente possui mais de 33 milhões de visualizações. Em 2 de outubro do mesmo ano, eles postaram uma cover de "Royals", da cantora neozelandesa Lorde no YouTube. Atualmente, possui um pouco mais de 50 milhões de visualizações. Outra cover feita pelo grupo foi de "Say Something", da dupla norte-americana Great Big World e da cantora, atriz e compositora Christina Aguilera, no Youtube em 24 de Março de 2014. Hoje, ele possui pouco mais que 11 milhões de acessos.

#### PTX Vol. 2

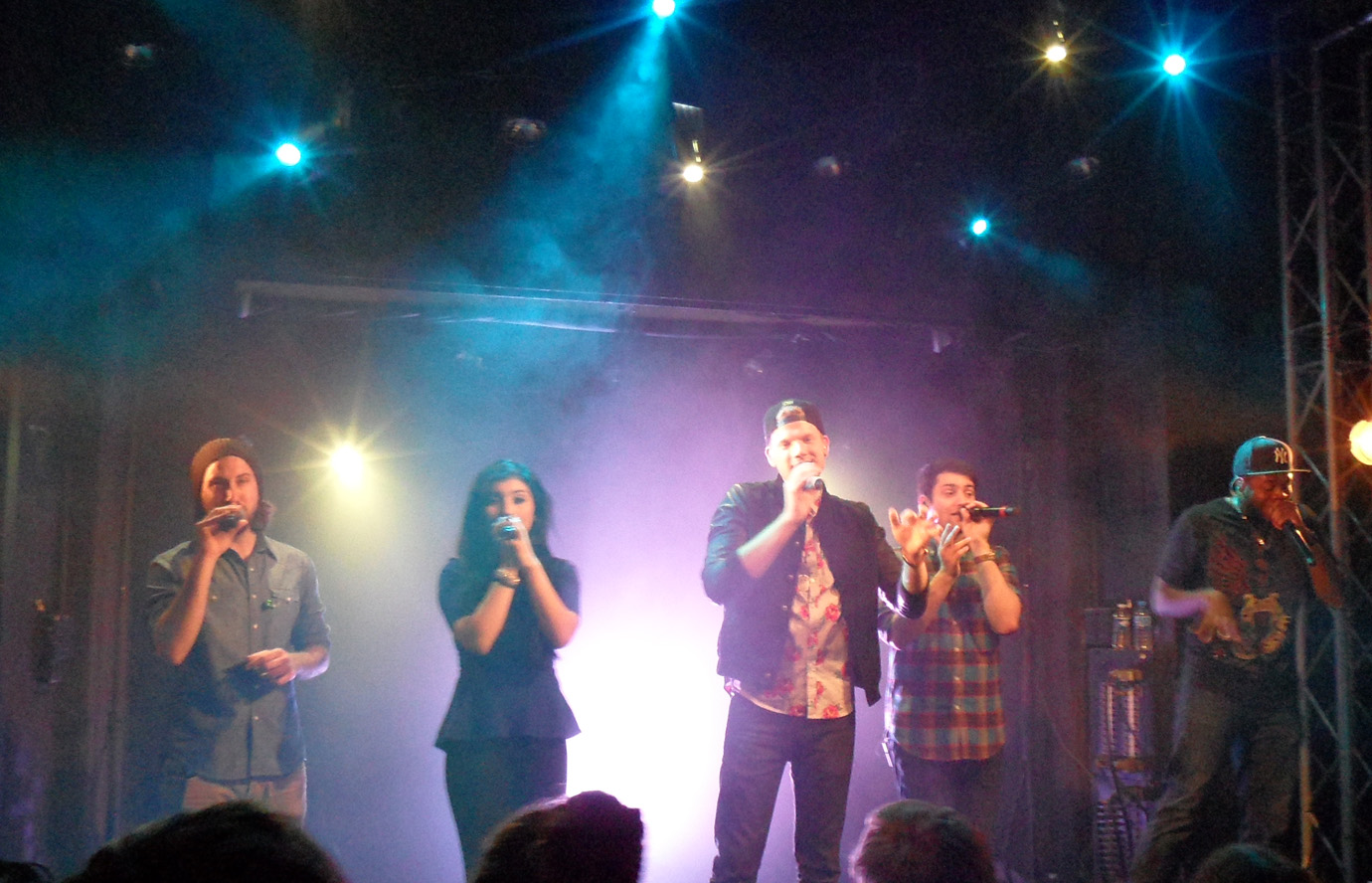
A banda em Paris, em setembro de 2013

A banda entrou em sua segunda turnê nacional como atração principal de 24 de janeiro de 2013 a 11 de maio de 2013, e, simultaneamente, escreveu material original adicional para o seu segundo EP, PTX, Vol. II. Eles lançaram o primeiro single, um cover de "Can't Hold Us" de Macklemore & Ryan Lewis em 20 de agosto de 2013 que hoje já passa das 10 milhões de visualizações. O grupo também promoveu PTX, Vol. 2 no The Ellen DeGeneres Show , em novembro de 2013, após o sucesso do vídeo "Evolution of Beyoncé" no YouTube. Na segunda semana de Novembro de 2013, a banda foi destaque na "Around The World com Diane Sawyer" e foram nomeados "Personalidades da Semana".
O álbum foi lançado em 05 de novembro de 2013 e em conjunto com o seu segundo álbum, fizeram um medley de músicas do Daft Punk. Ele se tornou viral, conquistando mais de 10 milhões de visualizações em uma semana, e que atualmente já atingiu mais de 219 milhões de visualizações. PTX, vol. 2 estreou 10º Lugar na Billboard 200 e em 1º tabelas independentes, vendendo 31.000 cópias na primeira semana. Pentatonix posteriormente, re-lançou uma versão de luxo do PTXmas em 18 de novembro de 2013, com duas novas faixas, "Little Drummer Boy" e "Go Tell It On The Mountain". Seu vídeo no YouTube de "Little Drummer Boy", que foi lançado em 25 de novembro de 2013 recebeu mais de 10 milhões de visualizações na primeira semana e chegou ao 10º lugar na tabela do Top 10 Músicas do iTunes em todo o mundo. O álbum alcançou o número 1 nas paradas de álbuns do iTunes no top mundial e 7º lugar na tabela da Billboard 200 vendendo 61.000 cópias em sua segunda semana.
O grupo lançou mais dois EP's: o PTX, Vol. III e o segundo EP natalino That's Christmas to Me, e fizeram a turnê mundial de 2014 começando na América do Norte em fevereiro e estendendo-se até abril para, em seguida, seguirem para a Europa e o Reino Unido entre o final de abril e o início de maio.

#### PTX. Vol 3 & That's Christmas To Me
Anunciado em 7 de agosto de 2014 e lançado oficialmente em 23 de setembro de 2014, PTX, Vol. III é o quarto EP lançado pelo grupo. O EP entrou em pré-venda no iTunes no dia 11 de agosto de 2014 e incluia os downloads de "La La Latch" e "Problem". O EP contém 7 faixas, das quais três são originais (See Through, On My Way Home e Standing By) e uma cover em francês (Papaoutai). O álbum ficou em número 14 no Billboard 200. 
That's Christmas To Me foi então o sexto álbum lançado pelo grupo (considerando o PTX. Vol I & 2 Japan Edition e derivados), lançado em 21 de outubro oficialmente. É o segundo álbum de natal desde o PTXmas. Ele contém 11 faixas, sendo uma original com o mesmo nome do CD e uma faixa bônus vindoura do PTX Vol. I & 2 Japan Edition e derivados, Let It Go, que sofreu pequenas modificações. O álbum ficou no número 8 no Billboard canadense. O single "Mary Did You Know" ficou em número 26 no Billboard Hot 100 e em número 44 no Billboard Hot 100 canadense. O vídeo do single foi lançado em 11 de novembro de 2014 e hoje conta com mais de 17 milhões de visualizações no Youtube.

#### Pentatonix
Em 16 de outubro de 2015, o grupo lançou o quarto álbum de estúdio que leva seu nome. A data de lançamento foi anunciada no Twitter por uma série de fotos com membros de uma banda acrescentados à imagem a cada dia, culminando com a data que está sendo revelada em 28 de agosto.
Este é o primeiro lançamento da banda para material de característica predominantemente original (o único abrange sendo capa do Shai "se alguma vez me apaixonar e faixas do bônus na versão deluxe do álbum). Pentatonix também marca a primeira vez que os membros da banda recebem créditos de composição individual para a maioria das faixas. Pentatonix estreou no topo da tabela Billboard 200 com 98.000 unidades. É o primeiro álbum n º 1 neste quadro.

##### Recepção comercial
O álbum estreou no número 8 na Nova Zelândia e número 1 da Billboard 200. Nos EUA, o álbum começou com 98.000 unidades (88.000 nas vendas do álbum puro).

##### Recepção da crítica
O álbum recebeu críticas positivas dos críticos. Matt Collar do AllMusic escreveu: "Em última análise, afastando-se das versões cover, os Pentatonix ajudaram a empurrar o estilo a cappella  ainda mais para a ribalta da música pop. O facto de os únicos instrumentos que usaram para fazer isso serem as vozes deles torna essa proeza ainda mais impressionante.

##### Colaboração
O álbum contou com a produção de Thaddus "Kuk" Harrell, Martin Johnson, Ed Boyer, Drew Pearson e Ben Bram.

##### Colaboração Vocal
- Jason Derulo em  "If I Ever Fall in Love"
- Tink em Can't Sleep Love (Versão Deluxe)

#### A Pentatonix Christmas
Anunciado em julho de 2016, no evento 'Ptxmas in July', e lançado oficialmente no dia 21 de Outubro de 2016, foi o segundo albúm completo de natal do grupo. Suas músicas mais famosas icluem o cover de 'Hallelujah' (cujo vídeo está com mais de 500 milhões de visualizações) e de Coventry Carol.
O albúm tem muitos covers, porém também incluem 'Good To Be Bad' escrito por Kirstie Maldonado e 'The Christmas Sing A-Long' que são originais.

## Integrantes

### Formação atual

#### Scott Hoying

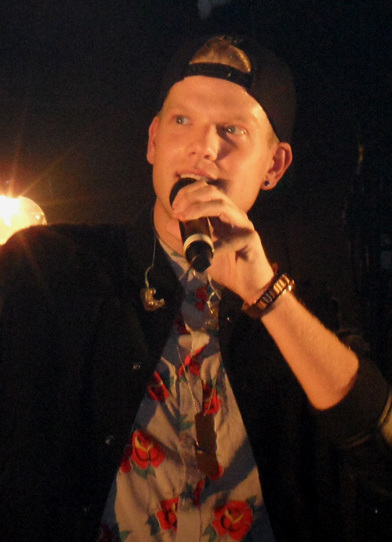
Scott Hoying

Scott Richard Hoying é um compositor americano e pianista que se dedica à música desde os 8 anos de idade. Depois de se  formar na Martin High School (em Arlington, Texas), Scott entrou na USC onde se juntou ao renomado grupo a capella do campus: os SoCal VoCals. Scott sempre se envolveu em muitos projetos musicais, foi finalista no programa “Star Search” da rede CBS e já cantou o hino nacional norte-americano em inúmeros eventos esportivos.

#### Kirstie Maldonado

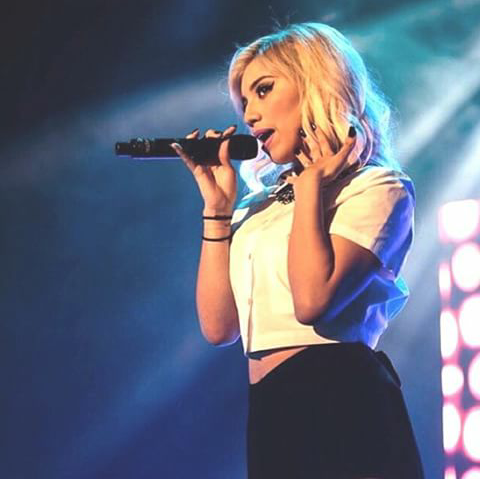
Kirstie Maldonado

Kirstin Taylor Maldonado sempre se destacou na escola: ganhou uma bolsa de estudos nacional e cursava o segundo ano de Teatro Musical na Universidade de Oklahoma antes de se juntar ao Pentatonix. Ela desenvolveu seus talentos vocais e de apresentação durante os 8 anos em que esteve com a companhia Theatre Arlington. No colegial, começou seu treinamento clássico e foi membro do coral Texas All State Choir por três anos. Capitã do coral e também da equipe de dança, Kirstie conseguiu inúmeros papeis em produções de teatro, apresentando-se por várias cidades do estado. Ela atualmente é vocalista secundária dos Pentatonix. Para além da sua voz espantosa, tem também uma voz arrebatadora.

#### Mitch C. Grassi

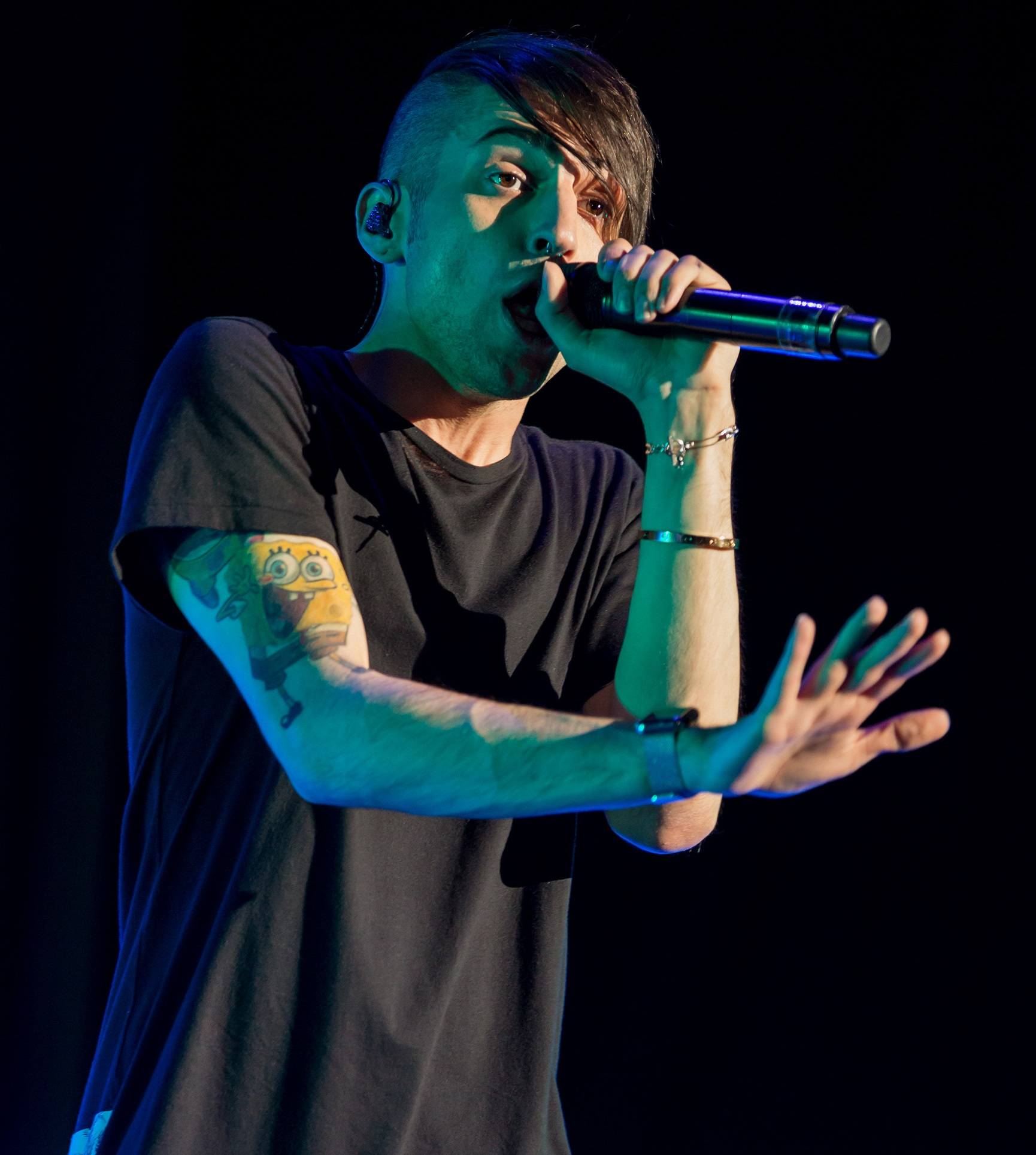
Mitch Grassi

Mitchell Coby Grassi é o mais jovem dos membros dos Pentatonix. Em Arlignton, Texas, Mitch se envolveu com musicais de teatro, mas também tem um gosto musical influenciado por música eletrônica e underground. Desde pequeno, sempre participou de muitas competições de talento e de canto, chegando a ganhar no "Teen Talent Follies". Além de ser um dos vocalistas principais do Pentatonix, Mitch está se aperfeiçoando em produção musical e também como DJ.

#### Kevin Olusola

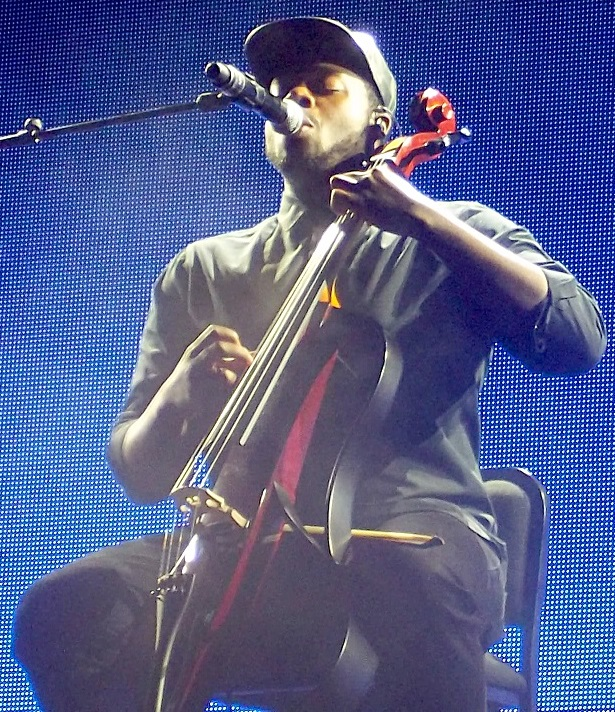
Kevin Olusola

Kevin Oluwole Olusola cresceu em uma pequena cidade no estado de Kentucky. Filho de um psiquiatra nigeriano e de uma enfermeira granadina, Kevin começou a aprender a tocar piano, violoncelo e saxofone ainda muito jovem. Já se apresentou no Carnegie Hall, no programa de rádio From the Top e no Montreux Jazz Festival de 2012. Depois de terminar o colegial na Phillips Academy Andover, Kevin foi aceito na Yale University, onde cursou Estudos do Leste Asiático e também pré-Medicina. Morou 18 meses em Pequim e, por isso, fala fluentemente o mandarim. Na faculdade, aperfeiçoou o seu "celloboxing" (tocar violoncelo e fazer beatbox ao mesmo tempo) e ficou em segundo lugar em uma competição internacional ligada ao famoso violoncelista Yo-Yo Ma, que definiu o celloboxing de Kevin como “engenhoso e inesperado”. Em 2011, postou um vídeo de seu celloboxing no YouTube e o vídeo foi divulgado por inúmeros canais de comunicação dos EUA. Foi através deste vídeo que os demais integrantes do Pentatonix conheceram o talento de Kevin e o convidaram para se juntar ao grupo. Em paralelo ao Pentatonix, Kevin possui o projecto "Triptyq", com a cantora Antoniette Costa e a pianista Tara Kamangar.

### Ex-integrantes

#### Avi Kaplan

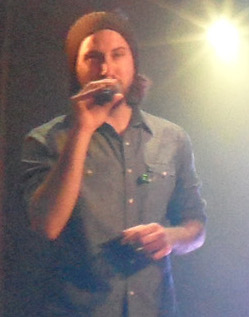
Avi Kaplan

Avriel Benjamin Kaplan é um estudante de música clássica que também toca violão, compõe e faz arranjos musicais para corais e grupos a capella. Nascido em Visalia, California, Avi frequentou a Mt. San Antonio College, conhecida mundialmente pela sua tradição em corais e grupos a capella. Ele se juntou ao Fermata Nowhere, o primeiro grupo a capella de uma universidade comunitária a ganhar o ICCA, importante competição internacional de grupos a capella, e Avi levou o prêmio de “melhor seção rítmica”. Em seu terceiro ano na faculdade, Avi se juntou ao Sincopation, um grupo de jazz que ganhou o "Monterey Jazz Festival" em seu primeiro ano. Avi se apresentou nas mais importantes casas de show pelo mundo, entre elas o Lincoln Center e o Carnegie Hall. No dia 12 de maio de 2017, através de um vídeo publicado na página oficial do Pentatonix, ele decide sair do grupo, porém pretende continuar com a sua carreira musical.

## Discografia

### Álbuns de estúdio
| Ano  | Detalhes do Álbum                                                                                            | Melhores posições | Melhores posições | Melhores posições | Melhores posições | Melhores posições | Melhores posições | Vendas        | Certificações                       |
| Ano  | Detalhes do Álbum                                                                                            | EUA               | AUS               | CAN               | FRA               | NZ                | SUÍ               | Vendas        | Certificações                       |
| ---- | --- | ----------------- | ----------------- | ----------------- | ----------------- | ----------------- | ----------------- | ------------- | ----------------------------------- |
| 2014 | PTX, Vols. 1 & 2 - Lançamento: 30 de Julho de 2014 - Formato(s): CD - Gravadora(s): RCA Records              | —                 | 63                | —                 | —                 | —                 | —                 |               |                                     |
| 2014 | PTX - Lançamento: 19 de Setembro de 2014 - Formato(s): CD - Gravadora(s): RCA Records                        | —                 | —                 | —                 | 94                | —                 | 27                |               |                                     |
| 2014 | That's Christmas to Me - Lançamento: 21 de Outubro de 2014 - Formato(s): CD - Gravadora(s): RCA Records      | 2                 | 21                | 4                 | —                 | 23                | 63                | - : 2.203.000 | - : 2× Platina - : Platina - : Ouro |
| 2015 | Pentatonix - Lançamento: 16 de Outubro de 2015 - Formato(s): CD - Gravadora(s): RCA Records                  | 1                 | 5                 | 7                 | 83                | 8                 | 24                | - : 517.000   | - : Ouro                            |
| 2016 | A Pentatonix Christmas - Lançamento: 21 de Outubro de 2016 - Formato(s): CD - Gravadora(s): RCA Records      | 1                 | 16                | 1                 | 147               | 18                | 15                | - : 1.335.000 | - : Platina - : Platina - : Ouro    |
| 2018 | PTX Presents: Top Pop, Vol. I - Lançamento: 13 de Abril de 2018 - Formato(s): CD - Gravadora(s): RCA Records | 10                | 26                | 15                | —                 | 30                | 19                | - : 69.000    |                                     |
| 2018 | Christmas Is Here! - Lançamento: 26 de Outubro de 2018 - Formato(s): CD - Gravadora(s): RCA Records          | 7                 | 100               | 18                | —                 | —                 | —                 | - : 154.000   |                                     |

### EPs
| Ano  | Detalhes do Álbum                                                                               | Melhores posições | Melhores posições | Melhores posições | Melhores posições | Melhores posições | Vendas      |
| Ano  | Detalhes do Álbum                                                                               | EUA               | AUS               | CAN               | FR                | NZ                | Vendas      |
| ---- | ----------------------------------------------------------------------------------------------- | ----------------- | ----------------- | ----------------- | ----------------- | ----------------- | ----------- |
| 2012 | PTX Vol. 1 - Lançamento: 26 de Junho de 2012 - Formato(s): CD - Gravadora(s): RCA Records       | 14                | —                 | —                 | 19                | —                 | - : 200.934 |
| 2012 | PTXmas - Lançamento: 13 de Novembro de 2012 - Formato(s): CD - Gravadora(s): RCA Records        | 7                 | 78                | —                 | —                 | 35                | - : 500.000 |
| 2013 | PTX, Vol. II - Lançamento: 5 de Novembro de 2013 - Formato(s): CD - Gravadora(s): RCA Records   | 10                | —                 | —                 | 154               | 35                | - : 199.965 |
| 2014 | PTX, Vol. III - Lançamento: 23 de Setembro de 2014 - Formato(s): CD - Gravadora(s): RCA Records | 5                 | 19                | 8                 | 139               | 19                | - : 201.266 |

### Singles
| Ano  | Single                                    | Maior Posição | Maior Posição | Maior Posição | Maior Posição | Álbum                   |
| Ano  | Single                                    | CAN           | FRA           | NZL           | EUA           | Álbum                   |
| ---- | ----------------------------------------- | ------------- | ------------- | ------------- | ------------- | ----------------------- |
| 2012 | "Gangnam Style (Live)"                    | –             | –             | –             | –             |                         |
| 2013 | "Radioactive" (with Lindsey Stirling)     | –             | –             | –             | –             |                         |
| 2013 | "The Wizard of Ahhhs" (with Todrick Hall) | –             | –             | –             | –             |                         |
| 2013 | "Little Drummer Boy"                      | 56            | –             | 39            | 13            | PTXmas (Deluxe Edition) |
| 2013 | "Royals"                                  | –             | –             | –             | –             |                         |
| 2013 | "Cruisin' for a Bruisin'"                 | –             | –             | –             | –             |                         |
| 2013 | "I Need Your Love"                        | –             | –             | –             | –             |                         |
| 2013 | "DaftPunk"                                | 105           | –             | –             |               |                         |
| 2014 | "Say Something"                           | –             | –             | –             | –             |                         |
| 2014 | "Problem"                                 | –             | –             | –             | –             | PTX, Vol. III           |
| 2014 | La La Latch                               | _             | _             | _             | _             | PTX, Vol. III           |
| 2014 | Papaoutai                                 | _             | _             | _             | _             | PTX, Vol. III           |
| 2014 | Ratherbe                                  | _             | _             | _             | _             | PTX, Vol. III           |

## Vídeoclipes
| Título                               | Data de lançamento      | Notas                                            |
| ------------------------------------ | ----------------------- | ------------------------------------------------ |
| Somebody That I Used To Know         | 6 de Fevereiro de 2012  | Cover do Gotye                                   |
| We Are Young                         | 7 de Maio de 2012       | Cover do Fun                                     |
| End of Time                          | 28 de Maio de 2012      | Cover de Beyonce                                 |
| As long as You Love Me/Wide Awake    | 20 de Junho de 2012     | Cover de Justin Bieber e Katy Perry              |
| Starships                            | 25 de Junho de 2012     | Cover da Nicki Minaj                             |
| Aha!                                 | 23 de Outubro de 2012   | Cover da Imogen Heap                             |
| Carol of the Bells                   | 14 de Novembro de 2012  | Canção popular natalina                          |
| Save the World/Don't You Worry Child | 20 de Dezembro de 2012  | Medley de canções do Swedish House Mafia         |
| Radioactive (with Lindsey Stirling)  | 12 de Março de 2013     | Cover do Imagine Dragons                         |
| Can't Hold Us                        | 20 de Agosto de 2013    | Cover do Macklemore & Ryan Lewis                 |
| Royals                               | 2 de Outubro de 2013    | Cover da Lorde                                   |
| Daft Punk                            | 4 de Novembro de 2013   | Medley de canções do Daft Punk                   |
| Cruisin' for a Bruisin'              | 15 de Novembro de 2013  | Música para o filme Teen Beach Movie             |
| Little Drummer Boy                   | 25 de Novembro de 2013  | Canção popular natalina                          |
| Angels We Have Heard On High         | 13 de Dezembro de 2013  | Canção popular natalina                          |
| I Need Your Love                     | 23 de Dezembro de 2013  | Cover do Calvin Harris                           |
| Run to You                           | 30 de Janeiro de 2014   | Canção original                                  |
| Valentine                            | 10 de Fevereiro de 2014 | Cover da Jessie Ware & Sampha                    |
| Say Something                        | 24 de Fevereiro de 2014 | Cover de A Great Big World e Christina Aguilera  |
| Love Again                           | 20 de Maio de 2014      | Canção original                                  |
| We Are Ninjas                        | 4 de Agosto de 2014     | Música para o filme Teenage Mutant Ninja Turtles |
| Problem                              | 12 de Agosto de 2014    | Cover da Ariana Grande                           |
| La La Latch                          | 2 de Setembro de 2014   | Medley de canções de Sam Smith                   |
| Papaoutai                            | 25 de setembro de 2014  | Cover de Stromae                                 |
| Rather Be                            | 07 de Outubro de 2014   | Cover de Clean Bandit                            |
| Evolution Of Michael Jackson         | 22 de Junho de 2015     | Medley de canções de Michael Jackson             |
| Can`t Sleep Love                     | 4 de Julho de 2015      | Canção original                                  |
| Sing                                 | 16 de Outubro de 2015   | Canção original                                  |
| Jolene (Feat. Dolly Parton)          | 16 de Setembro de 2016  | Cover de Dolly Parton                            |
| Gold                                 | 14 de Outubro de 2016   | Cover de Kiiara                                  |
| Hallelujah                           | 21 de Outubro de 2016   | Cover de Leonard Cohen                           |
| Imagine                              | 10 de Março de 2017     | Cover de John Lenon                              |
| Bohemian Rhapsody                    | 31 de Março de 2017     | Cover de Queen                                   |
| Can't Help Falling in Love           | 24 de Abril de 2017     | Cover de Elvis Presley                           |
| Dancing On My Own                    | 31 de Julho de 2017     | Cover de Robyn                                   |
| Away In A Manger                     | 20 de Outubro de 2017   | Canção popular natalina                          |
| Deck The Halls                       | 27 de Novembro de 2017  | Canção popular natalina                          |
| Havana                               | 23 de Fevereiro de 2018 | Cover de Camila Cabello                          |
| New Rules x Are You That Somebody?   | 9 de Março de 2018      | Cover de Dua Lipa e Aaliyah                      |

## Filantropia
Durante o "The Sing-Off", os Pentatonix visitaram os escritórios administrativos do The Trevor Project, uma organização americana sem fins lucrativos fundada em 1998, focada na prevenção do suicídio de jovens da comunidade LGBT. O grupo compartilhou suas experiências de superação de bullying e gravaram um Anúncio de Serviço Público. Que durou 60 segundos, sobre o projeto foi ao ar durante a final ao vivo, mas foi recebido com considerável controvérsia junto aos produtores, que editaram trechos que traziam referências LGBT e não reconheceram as orientações de Mitchell Grassi e Scott Hoying, ambos gays.
O grupo realizou dois shows em Rochester, em 11 de dezembro de 2011, em apoio a um projeto do grupo YellowJackets, da Universidade de Rochester, "United We Sing". O evento, que também contou com o octeto Delilah formado só por mulheres, foi organizada pelos YellowJackets dentro da Universidade.
Os Pentatonix também foram convidados para o evento beneficente "A Cappella Palooza", em Boston, em abril de 2012 (junto com Ben Folds, Delilah, Dartmouth Aires, North Shore e the Dear Abbeys da Universidade de Boston), em um esforço para arrecadar fundos para o Massachusetts General Cancer Center.